# Staatsarchiv München

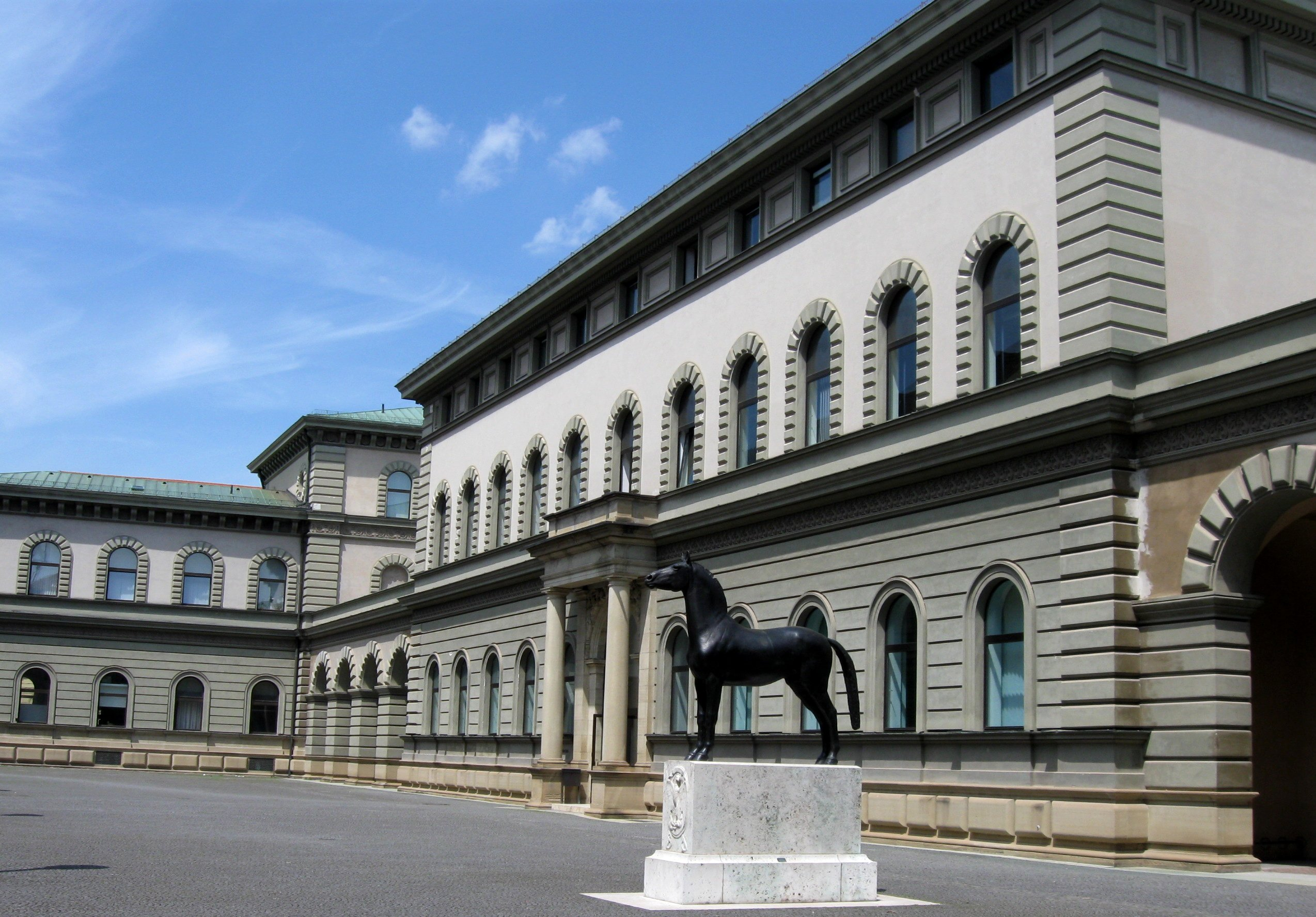
Staatsarchiv München

Das Staatsarchiv München (kurz StAM) ist das für den Regierungsbezirk Oberbayern zuständige bayerische Staatsarchiv in München. Für Unterlagen der Verwaltung der für das gesamte Staatsgebiet zuständigen Behörden und Einrichtungen Bayerns ist das Bayerische Hauptstaatsarchiv zuständig.
Das Gebäude des Staatsarchivs München in der Schönfeldstraße 3 / Ecke Ludwigstraße liegt in unmittelbarer Nachbarschaft des Bayerischen Hauptstaatsarchivs und der Bayerischen Staatsbibliothek.

## Geschichte
Das heutige Staatsarchiv München ist aus der Registratur der kurbaierischen Hofkammer entstanden, welche von der 1799 errichteten Generallandesdirektion und seit 1803 von der Landesdirektion von Baiern fortgeführt wurde. Diese wurde 1808 selbstständig und wurde 1814 als Reichsarchiv-Conservatorium im Alten Hof zu München dem Königlich bayerischen Allgemeinen Reichsarchiv angegliedert. 1892 erfolgte der Umzug der seit 1876 als Kreisarchiv bezeichneten Behörde vom Alten Hof in das neue Dienstgebäude an der Himbselstraße. 1921 kam es zur Eingliederung als Abteilung in das Bayerische Hauptstaatsarchiv, bis 1932 erfolgte die Überstellung der Ministerialakten an die Stammabteilung des Hauptstaatsarchivs. 1967 erfolgte dann der Umzug des nunmehrigen Staatsarchivs für Oberbayern in das heutige Dienstgebäude in der Schönfeldstraße 3 / Ecke Ludwigstraße. Das Archiv wurde 1971 als selbständige Behörde unter dem Namen Staatsarchiv München aus dem bisherigen Verbund mit dem Bayerischen Hauptstaatsarchiv herausgelöst.
Seit 1978 besitzt das Staatsarchiv eine Außenstelle auf der Willibaldsburg bei Eichstätt. Dienst- und Magazinräume sind im sogenannten Gemmingenbau untergebracht, der 1608 von Elias Holl entworfen wurde.

## Bestände
Die Bestände des Staatsarchivs umfassen:
- Die ehemaligen Rentmeisterämter München und Burghausen
- Die zwischen 1805 und 1816 bayerischen Gebiete Tirols und Salzburgs (Salzachkreis 1808–1816, Innkreis 1808–1815 mit provisorischem Landesgubernium Innsbruck 1805–1808, Eisack- und Etschkreis 1808–1810)
- Adelsarchive (z. B. Hohenaschau, Toerring).
- Staatliche Mittel- und Unterbehörden sowie Gerichte im Regierungsbezirk Oberbayern ab Anfang des 19. Jahrhunderts.

Der Umfang beträgt (Stand: Ende 2022) rund 48.600 lfm mit ca. 15,1 Millionen Archivalieneinheiten.
Die Amtsbibliothek (Präsenzbibliothek) enthält ca. 40.000 Bände. Sammelgebiete sind insbesondere das Archivwesen, Quelleneditionen, Regionalgeschichte, Rechtsgeschichte und Amtsblätter.

## Amtsleiter
| Name                      | Amtszeit  |
| ------------------------- | --------- |
| Franz Joseph von Samet    | 1820–1825 |
| Joseph Mechel             | 1825–1859 |
| Franz Xaver Auracher      | 1860–1872 |
| August Peringer           | 1872–1882 |
| Eduard Geib               | 1883–1886 |
| Karl Jung                 | 1887–1990 |
| Eberhard Zirngiebl        | 1890–1901 |
| Franz Löher               | 1902–1917 |
| Ludwig Straudner          | 1918–1929 |
| Wilhelm Fürst             | 1929–1931 |
| Alois Mitterwieser        | 1931–1943 |
| Franz Westermaier         | 1943–1949 |
| Anton Schmid              | 1950–1953 |
| Fritz Zimmermann          | 1953–1968 |
| Bernhard Zittel           | 1968–1970 |
| Harald Jaeger             | 1970–1976 |
| Hildebrand Troll          | 1976–1980 |
| Klaus von Andrian-Werburg | 1980–1985 |
| Alfred Tausendpfund       | 1985–2004 |
| Rainer Braun              | 2004–2010 |
| Peter Fleischmann         | 2010–2012 |
| Christoph Bachmann        | 2013–2023 |
| Julian Holzapfl           | seit 2023 |